# David Macbeth Moir
David Macbeth Moir (5 de enero de 1798 - 6 de julio de 1851) fue un médico y escritor escocés. 
Moir nació en Musselburgh y estudió medicina en la Universidad de Edimburgo, recibiendo su título en 1816. Publicó varias prosas y versos en revistas locales, particularmente en la Blackwood's Magazine, en la que firmaba bajo el seudónimo de Delta. Su vida es narrada en el libro The “Blackwood” Group, de Sir George Douglas, Edinburgh: Oliphant, Anderson & Ferrier, 1897.
Su poesía fue recopilada y publicada en 1852 por Thomas Aird. Entre sus textos más notorios se cuenta el famoso Life of Mansie Wauch, Tailor (1828), donde mostró su destreza como humorista, Outlines of the Ancient History of Medicine (1831), y Sketch of the Poetical Literature of the Past Half Century (1851). Es también uno de los varios escritores que se cree pudo ser el autor del poema "Canadian Boat-Song".
En honor a su memoria se alzó una estatua en su natal Musselburgh, en 1853. También hay varias calles en el pueblo cuyos nombres hacen referencia al autor. 